# Giovanni Battista Pinardi
Pour les articles homonymes, voir Pinardi.
Giovanni Battista Pinardi, né à Castagnole Piemonte le 15 août 1880 et mort à Turin le 2 août 1962, est un prélat catholique italien, évêque auxiliaire de Turin de 1912 à sa mort et évêque titulaire d'Eudoxias (de) de 1916 à sa mort. Il est connu pour sa résistance au fascisme. Il est reconnu vénérable par l'Église catholique.

## Béatification
Le 13 mai 2019, le pape François le déclare vénérable,.